# Переход товарища Чкалова через Северный полюс
«Перехо́д това́рища Чка́лова че́рез Се́верный по́люс» — короткометражный фильм Максима Пежемского, ставший дебютом автора и получивший ряд наград на престижных кинофестивалях.

## Сюжет
Сюжет фильма полностью совпадает с его названием. В картине лётчики Чкалов, Байдуков и штурман Беляков преодолевают Северный полюс пешком по аналогии с историческим перелётом 1937 года. Достигнув полюса, Чкалов устанавливает на место земной оси советский флаг и планета меняет направление вращения. Пройдя через всю Арктику, в финале фильма участники экспедиции братаются с чернокожими канадскими дворниками, вместе смотрят чёрный салют на фоне светлого неба и слушают речь Валерия Чкалова из фильма «Валерий Чкалов» 1941 года.

## В ролях
| Актёр              | Роль             |
| ------------------ | ---------------- |
| Александр Завьялов | Чкалов           |
| Виктор Бычков      | Байдуков         |
| Владимир Баранов   | Беляков          |
| Семён Фурман       | партийный лидер  |
| Абдулла Халилулин  | басмач и рыболов |

## Съёмочная группа
- Режиссёр и сценарист — Максим Пежемский;
- Оператор — Валерий Миронов;
- «Конструктор музыки» — Сергей Курёхин;
- Художник-постановщик — Владислав Орлов;

## Художественные особенности
Чёрно-белая абсурдистская картина пародирует стилистику раннего советского кино. В фильме эксцентрично высмеиваются штампы отечественной киноклассики.

## Награды
- 1990 — Приз кинофестиваля «Дебют» в Москве;
- 1990 — Второй приз в конкурсе игровых фильмов на кинофестивале в Заречном;
- 1990 — Приз за лучший игровой короткометражный фильм на Всесоюзном кинофестивале «Молодость» в Киеве;
- 1991 — Приз за лучший короткометражный фильм на Международном кинофестивале молодого кино в Турине.

## Участие в кинофестивалях
- Фильм демонстрировался в секции «Особый взгляд» Каннского кинофестиваля в 1991 году[2].